# Raphael Haaser
Raphael Haaser (Innsbruck, 17 september 1997) is een Oostenrijks alpineskiër. Hij nam eenmaal deel aan de Olympische Winterspelen, maar behaalde geen medaille.

## Carrière
Hij maakte zijn wereldbekerdebuut in februari 2020 tijdens de Super G in Hinterstoder. In 2022 nam Haaser een eerste keer deel aan de Olympische Winterspelen. Op de combinatie skiede hij naar een zevende plaats en op de reuzenslalom eindigde hij 11e.

## Resultaten

### Olympische Winterspelen
| Jaar | Plaats | Resultaten                                 |
| ---- | ------ | ------------------------------------------ |
| 2022 | Peking | 7e Combinatie 11e Reuzenslalom DNF Super G |

### Wereldkampioenschappen
| Jaar | Plaats               | Resultaten                                 |
| ---- | -------------------- | ------------------------------------------ |
| 2023 | Courchevel & Méribel | 13e Reuzenslalom · 5e Super G · Combinatie |
| 2025 | Saalbach             | Reuzenslalom · Super G                     |

### Wereldbeker
Eindklasseringen
| Seizoen   | Algm | AD  | RS  | SG    |
| --------- | ---- | --- | --- | ----- |
| 2019/2020 | 146e | -   | -   | 50e   |
| 2020/2021 | 86e  | -   | 51e | 28e   |
| 2021/2022 | 41e  | -   | 25e | 8e    |
| 2022/2023 | 30e  | -   | 15e | 15e   |
| 2023/2024 | 15e  | 45e | 21e | Brons |
| 2024/2025 | 24e  | 55e | 23e | 10e   |